# Piotr Macha
Piotr Macha – polski artysta, malarz, rysownik, twórca instalacji.

## Życiorys
Studiował na Uniwersytecie Artystycznym w Poznaniu. Obecnie pracuje jako asystent w X Pracowni Malarstwa Piotra C. Kowalskiego na Wydziale Edukacji Artystycznej Uniwersytetu Artystycznego w Poznaniu.

## Wybrane wystawy i projekty indywidualne
- 2007 - Coś za coś, Klub Mózg, Bydgoszcz
- 2011 - Salted Candy, wraz z Ewą Kubiak, Poznańska Galeria Nowa, Poznań
- 2012 - reżyseria, Galeria Ego, Poznań
- 2013 - Hades, Festiwal Fotocooltura, Oborniki
- 2013 - Krwawe wykopki, Miesiąc Fotografii w Krakowie, Galeria Opcja, Kraków
- 2014 - Martwa praca, w ramach cyklu Metrowe komiksy, Galeria A19, Stacja Metra Marymont, Warszawa
- 2015 - Statystyki życia wiecznego przed Galileuszem, Centrum Kultury, Katowice
- 2016 - Płynny ołów, Mała Scena UAP, Poznań

## Wybrane wystawy zbiorowe
- 2009 - No Logo, Galeria Przychodnia, Poznań
- 2009 - Night Shots, Platform, Vaasa
- 2010 - Labirynt zaklęty awangardy, Warsztaty Kultury, Lublin
- 2010 - Życie leniwe, nadzieja natarczywa, Galeria Klimy Bocheńskiej, Warszawa
- 2010 - Przestrzeń publiczna, konteksty, Galeria Profil, Poznań
- 2010 - Promocje,  Miejska Galeria Sztuki BWA, Legnica
- 2010 - 16 Światów, Państwowa Galeria Sztuki, Sopot
- 2011 - Przegląd Sztuki Survival 9, Park Tołpy, Wrocław
- 2011 - Wnętrze, Muzeum Etnograficzne, Warszawa
- 2012 - AAAkupunktura, Galeria Kordegarda, Warszawa
- 2013 - Ustanawianie szczęścia, Galeria Ego, Poznań
- 2015 - Czyściciele, Galeria Rekursja, Poznań
- 2015 - Myślę o sobie, kiedy myślę o sobie, Galeria Scena, Koszalin
- 2015 - Enlightment w ramach Festiwalu Lux Matrix, Tallinn
- 2016 - Kto zacznie mówić o sztuce, stawia piwo, Nowe Miejsce, Warszawa
- 2016 - Wszystko może przyjść, ale nie musi odejść, UP Gallery, Berlin
- 2016 - Wracając do Białowieży, Galeria Arsenał, Białystok
- 2017 - Życie. Instrukcja – Wystawa inspirowana twórczością Georges’a Pereca, Zachęta Narodowa Galeria Sztuki, Warszawa